# Rodolfo Lozada Vallejo
Rodolfo Lozada Vallejo är en ort i Mexiko.   Den ligger i kommunen Maltrata och delstaten Veracruz, i den sydöstra delen av landet, 210 km öster om huvudstaden Mexico City. Rodolfo Lozada Vallejo ligger 2 557 meter över havet och antalet invånare är 297.
Terrängen runt Rodolfo Lozada Vallejo är bergig österut, men västerut är den kuperad. Runt Rodolfo Lozada Vallejo är det tätbefolkat, med 411 invånare per kvadratkilometer. Närmaste större samhälle är Orizaba, 15,0 km sydost om Rodolfo Lozada Vallejo. I omgivningarna runt Rodolfo Lozada Vallejo växer i huvudsak städsegrön lövskog.